# Hungary reports
A Hungary reports (magyarul: Magyarország jelenti, gyakran csak Angol nyelvű hírek) az MTVA saját gyártású, minden nap jelentkező, élő angol nyelvű hírösszefoglalója, az M1 napi aktuális csatornán. A műsort a Duna Média munkatársai szerkesztik. A házigazdák felváltva Szőczi Árpád, Tóth Hajnalka és Pflum Orsolya. ( a műsor grafikájának a vezérszíne a többi híradáshoz hasonlóan piros.)

## Története
Egyedüliként a 2015 tavaszán megújult M1-en látható angol nyelvű híradó Magyarországon, hogy a tengerentúli magyarokhoz, valamint az ország iránt érdeklődő külföldiekhez is eljussanak az aktuális csatorna hírei. Az M1 szerkesztői a távoli időzónákhoz igazítva két időpontot jelöltek ki a híradó számára. Ennek köszönhetően az amerikai kontinensen, illetve az Ázsiában, valamint Ausztráliában élők is láthatják hazánk és a nagyvilág híreit. Az élő műsor minden este, közép-európai idő szerint 23:17 körül veszi kezdetét, és körülbelül 3-4 perces. Ennek az ismétlését másnap hajnalban 5 órakor, illetve a Duna Worldcsatornán 1 óra után 10 perccel vetítik.
Az angol nyelvű híradó mintájára 2015. szeptember 21-től minden este éjfél után jelentkezik a Novosztyi iz Vengrii (Новости из Венгрии) című műsor, melyben orosz nyelven mondják el a legfontosabb híreket. A Duna Média tájékoztatása szerint a két idegen nyelvű híradót a közeljövőben továbbiak követik majd.
Az angol és orosz nyelvű híradást a német nyelvű műsor követte, melyet először 2015. november 30-án tűztek műsorra.
2016. január 4-től kínai nyelvű híradással bővült az idegen nyelvű híradók sora az M1-en.